# Buprestis fasciata
Buprestis fasciata är en skalbaggsart som beskrevs av Fabricius 1787. Buprestis fasciata ingår i släktet Buprestis och familjen praktbaggar. Inga underarter finns listade i Catalogue of Life.